# 7 vizi capitale
7 vizi capitale è un singolo del rapper Piotta in collaborazione con Il Muro del Canto, pubblicato il 27 marzo 2015 e poi ripubblicato in versione "radio edition" il 6 ottobre 2017. La canzone viene utilizzata anche come sigla della serie televisiva Suburra.